# Xavier Theros
Xavier Theros   (Barcelona, 1963), és un escriptor i poeta català.

## Biografia
És autor i actor del monòleg "¡Qué bello es vivir... Bien!", representat per tot Catalunya i diversos llocs d'Espanya, com la Casa Encendida de Madrid o el Museu Verbum de Vigo. Com a poeta ha participat en festivals i encontres de poesia d'Espanya i Itàlia, com el Slam Poetry de Bolzano o les lectures amb Jesús Lizano i Josep Palau i Fabre, a la Fundació La Caixa (2000 i 2001). També és autor de l'espectacle de poesia a quatre veus "La poesía con sangre entra", amb la col·laboració dels rapsodes Joan Crek, Steven Forster i Eduard Alonso.
És autor de diversos llibres humorístics, així com de l'assaig històric "Burla, escarnio y otras diversiones" (Ed. La Tempestad, 2004), sobre l'humor a l'Edat Mitjana. Treball que ha estat inclòs com a bibliografia en assignatures d'història medieval de diverses universitats.
És cofundador i membre, amb Rafael Metlikovez, del duet Accidents Polipoètics, formació amb la que ha estrenat quatre espectacles de teatre i dos espectacles de polipoesia, realitzant gires per tot Catalunya, Espanya, Portugal, França, Alemanya, Itàlia, Colòmbia o Mèxic. Ha publicat els títols "Más triste es robar" i "Todos tenemos la razón", o el CD "Polipoesia Urbana de Pueblo". Guanyadors d'un «Aplaudiment» en el Premi Sebastià Guasch (1997), i seleccionats per participar en dos edicions del festival de poesia Poliphonix, realitzades al CCCB de Barcelona l'any 1997, i al Centre Georges Pompidou de París l'any 2001.
Ha participat com a locutor en diverses emissores de ràdio, com Ona Catalana o Radio Pica. En el desaparegut rotatiu Diari de Barcelona, a El Periódico de Catalunya o en el diari basc Deia. Té una secció fixa a la Crónica de l'edició catalana d'El País.
Ha traduït al castellà la novel·la Pandora al Congo (Suma Editores) d'Albert Sánchez Piñol. I, amb la traductora Núria Pujol, la traducció del català al castellà de l'assaig Tor, trece casas y tres muertos (Anagrama Ed.) de Carles Porta, i Trece tristres trances (Ed. Alfaguara) d'Albert Sánchez Piñol; així com la traducció del castellà al català de Set cases a França (Ed. Alfaguara) de Bernardo Atxaga.
Ha participat en el projecte de memòria històrica "La ruta de l'anarquisme", que va funcionar durant diversos anys a la ciutat de Barcelona (entre 2004 i 2010).
Amb el llibre La Sisena Flota a Barcelona va guanyar el Premi de Periodisme Josep Maria Huertas Claveria de 2010.
El 2017 guanya el Premi Josep Pla de narrativa amb la novel·la La fada negra, un ‘thriller’ històric ambientat a la Barcelona de 1843.

## Obres publicades
- Más triste es robar amb Rafael Metlikovez (Del Khan, 1997)
- Todos tenemos la razón amb Rafael Metlikovez (La Tempestad, 2003)
- Diccionario Inconveniente (La Tempestad, 2003)
- Guía turística de Las Batidos (La Olla Expres, 2003)
- Burla, escarnio y otras diversiones (La Tempestad, 2004)
- Viaje al archipiélago de Las Batidos (La Olla Expres, 2007)
- European Slam Poetry (Antologia europea de poesia) (Sparajiurij, Torí, 2007)
- Aforismos, gargarismos y otros ismos amb Rafael Metlikovez (Arrebato, 2010)
- La Sisena Flota a Barcelona (La Campana, 2010)
- Barcelona a cau d'orella (Comanegra i Ajuntament de Barcelona, 2013)[2]
- Tots els meus carrers (Comanegra, 2014)
- Barcelona: secretos a la vista (Comanegra, 2015)
- La fada negra (Destino, 2017)
- Diumenges a Barcelona (Comanegra, 2018)
- Vida i miracles de la plaça Reial (Albertí i Ajuntament de Barcelona, 2019)
- Tothom ha de morir (La Campana, 2023)
- Aquí no dorm ningú (La Campana, 2024)

1. ↑  «Xavier Theros». web.  Centre de Cultura Contemporània de Barcelona (CC-BY-SA via OTRS). [Consulta: 17 febrer 2016].
2. 1 2 3  Aisa, Ferran «Xiuxiueig amb melodia urbana». Cultura (El Punt Avui), 14-02-2014, p. 13.
3. ↑   «Xavier Theros guanya el premi Josep Pla amb ‘La fada negra’». VilaWeb, 06-01-2017 [Consulta: 7 gener 2017].